# 抜刀道
抜刀道（ばっとうどう）とは、日本刀で物体を斬る武道である。

## 歴史
太平洋戦争後、旧陸軍戸山学校関係者らが戸山流居合道を普及する過程で、同流の師範であった中村泰三郎が試し斬りを中心とする「抜刀道」を提唱した。昭和52年（1977年）、全日本抜刀道連盟が結成された。
抜刀道は「居合抜刀道」とも呼ばれ、広義の居合道とみなされることもあるが、居合道とは独立した連盟が統括している。また、抜刀術と混同されることもあるが、古武道の抜刀術とは異なる現代武道である。

## 技法
立ち技で畳表を斬る。基本技は袈裟斬りだが、難易度の高い技も制定されている。主に刀を抜いた状態から大技で両断するような動作が多い。

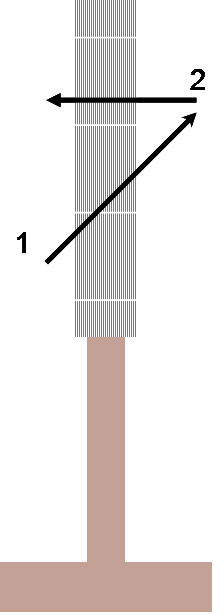
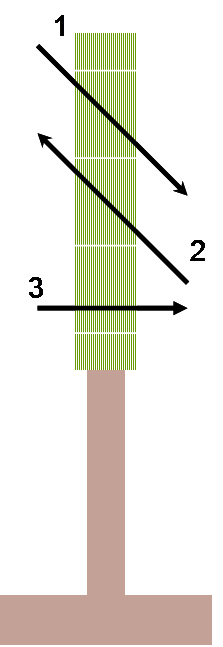
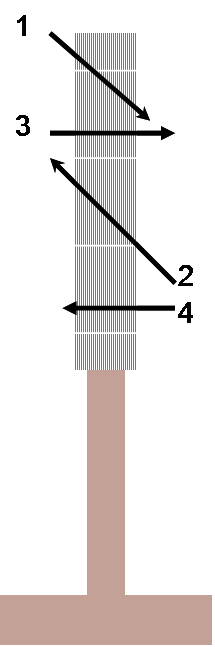

## 専門団体
- 全日本抜刀道連盟 - 1977年（昭和52年）発足。
- 全日本刀道連盟 - 1989年（平成元年）全日本抜刀道連盟から独立する形で発足。
- 日本抜刀道連盟 - 1991年（平成3年）発足。2016（平成28年)、一般財団法人に移行。
- 国際抜刀道試斬連盟 - 1993年（平成5年）発足。
- 国際抜刀道連盟 - 1997年（平成9年）国際居合抜刀道連盟として発足、1999年（平成11年）改称。
- 全日本抜刀道協会 - 2021年（令和３年）日本抜刀道連盟から分離する形で発足。

## 段級位・称号
専門団体が段級位、称号（範士、教士、錬士）を授与している。

## 試合・競技
試合ルールが設けられ、競技大会が開かれている。選手が紅白に分かれてそれぞれ畳を斬り、審判員が選手の作法、姿勢、畳の切口等を採点し、旗の多数決で勝敗を決める。団体戦もあり、先鋒・中堅・大将の順に3人で1本の畳を斬り、総合的な斬れ具合で勝敗を判定する。